# Patrick Faber (hokeista na trawie)
Patrick Franciscus Maria Faber (ur. 7 maja 1964 w ’s-Hertogenbosch) – holenderskI hokeista na trawie. Brązowy medalista olimpijski z Seulu.
W reprezentacji Holandii zagrał 27 razy (5 bramek). Zawody w 1988 były jego jedynymi igrzyskami olimpijskimi. Brał udział w turniejach Champions Trophy, w 1987 został mistrzem Europy.